# وقت نمایش (فیلم)
وقت نمایش (انگلیسی: Showtime) فیلمی در ژانر جنایی به کارگردانی تام دی است که در سال ۲۰۰۲ منتشر شد.

## خلاصه داستان
دو افسر پلیس لس‌آنجلس به نام‌های کارآگاه میچ پرستون و افسر تری سلارز از بخش مرکزی، برای یک برنامه تلویزیونی پلیسی با هم همکار و درگیر مشکلات واقعی با یک خلافکار بزرگ می‌شوند. میچ پس از یک درگیری ناموفق با قاچاقچی مواد مخدر محلی به نام لزی بوی که با اسلحه دست‌ساز خود فرار می‌کند، دوربین یک خبرنگار را مورد اصابت گلوله قرار می‌دهد. شبکه تلویزیونی ماکسیس (یک شبکه خیالی) که فیلمبردار را استخدام کرده بود، تصمیم می‌گیرد از اداره پلیس به خاطر این اتفاق ۱۰ میلیون دلار شکایت کند، اما در صورت موافقت میچ برای بازی در یک برنامه پلیسی، شکایت را پس می‌گیرد. تری بعدها این برنامه را "شو تایم!" نامگذاری می‌کند.  
تری کمی بعد وارد ماجرا می‌شود؛ او یک افسر پلیس است که در واقع آرزوی بازیگری دارد و همزمان می‌خواهد به یک کارآگاه تبدیل شود. او از دوستش می‌خواهد تا کیف دستی تهیه‌کننده برنامه، چیس رنزی را بدزدد و سپس پس از یک درگیری ساختگی، آن را پس می‌گیرد. با این که این فریب به شکلی خجالت‌آور آشکار می‌شود، چیس تحت تأثیر قرار می‌گیرد و در هر صورت تری را استخدام می‌کند. خیلی زود مشخص می‌شود که تهیه‌کنندگان برنامه علاقه‌ای به نمایش واقعیت زندگی یک افسر پلیس ندارند؛ آن‌ها یک استودیوی کوچک فیلمبرداری در وسط ایستگاه پلیس می‌سازند و ماشین معمولی میچ را با یک هاموی جایگزین می‌کنند، در حالی که تری با یک کوروت C5 رانندگی می‌کند. آن‌ها همچنین ویلیام شاتنر (بازیگر نقش تی.جی. هوکر در سریال معروف) را استخدام می‌کنند تا به هر دو مرد نکاتی درباره بازیگری آموزش دهد؛ در حالی که تری مشتاق یادگیری است، میچ کلی آشفته و عصبانی می‌شود.

## بازیگران
- رابرت د نیرو
- ادی مورفی
- رنه روسو
- ویلیام شاتنر
- جودا فردلندر
- مس دف
- فرانکی فایسون
- نستور سرانو
- پدرو دامیان